# Kuklov
Kuklov (do roku 1949 Kuklvejt; také Kuklwait, Kugelweit, Kugelweid či Kuglvaid) je osada v katastrálním území Jaronín-Kuklov, která spadá pod obec Brloh.

## Pamětihodnosti
- nedostavěný klášterní kostel svatého Ondřeje – gotická stavba bez střechy
- zřícenina hradu Kuglvajt
- památná Kugelweitská lípa s pověstí (u kapličky)
- památný Kuklovský dub

### Klášterní kostel svatého Ondřeje

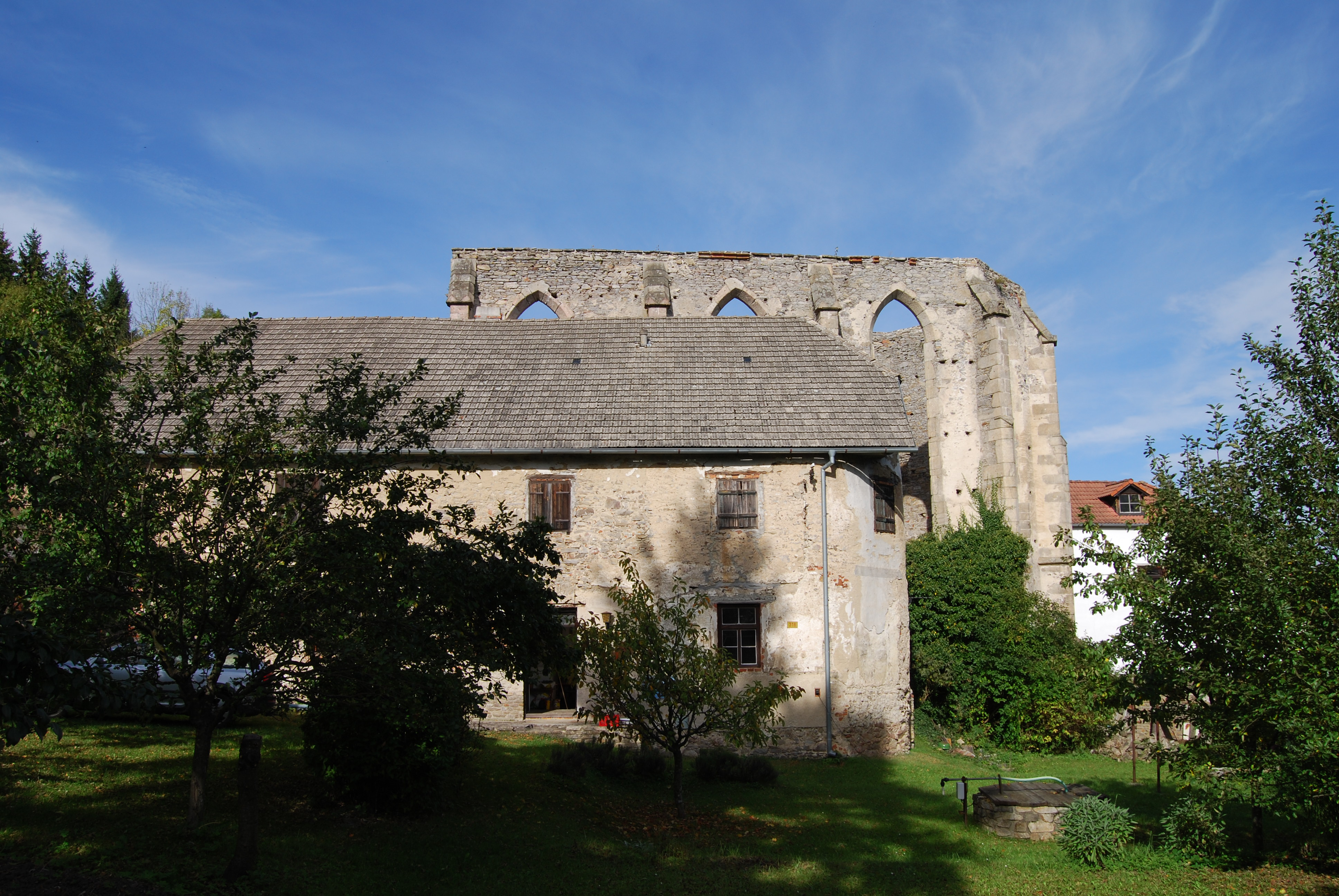
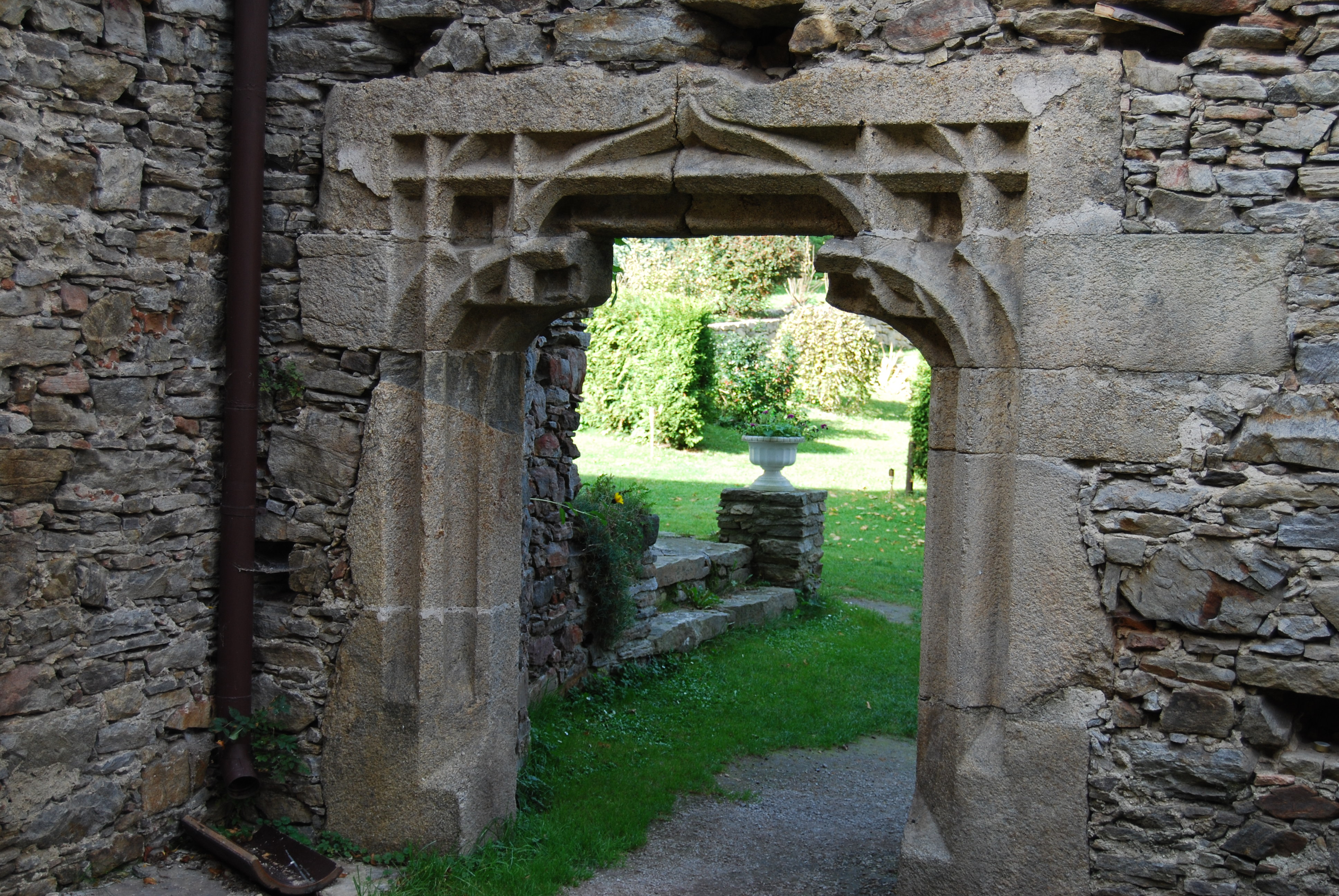
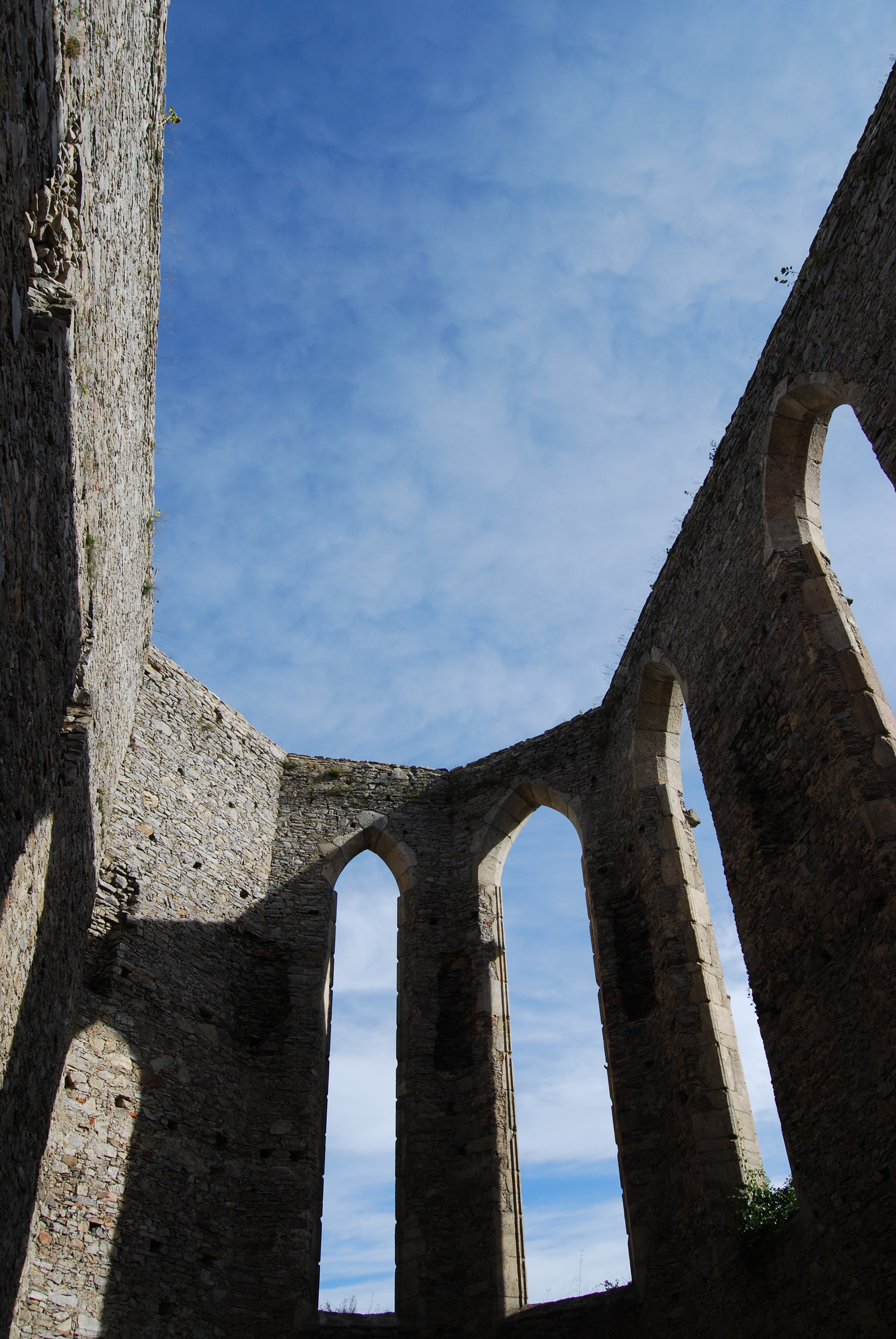
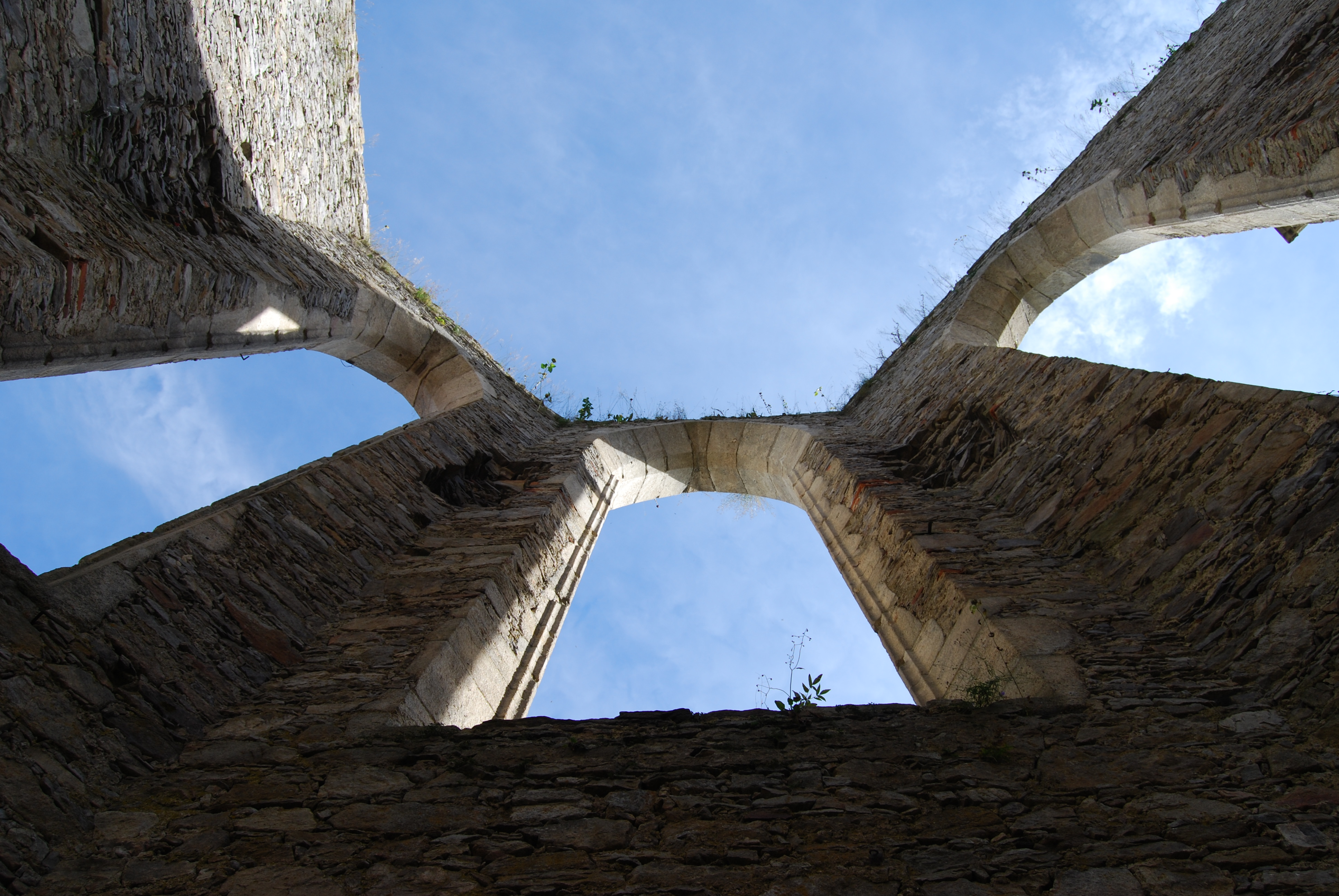

### Zřícenina hradu Kuglvajt

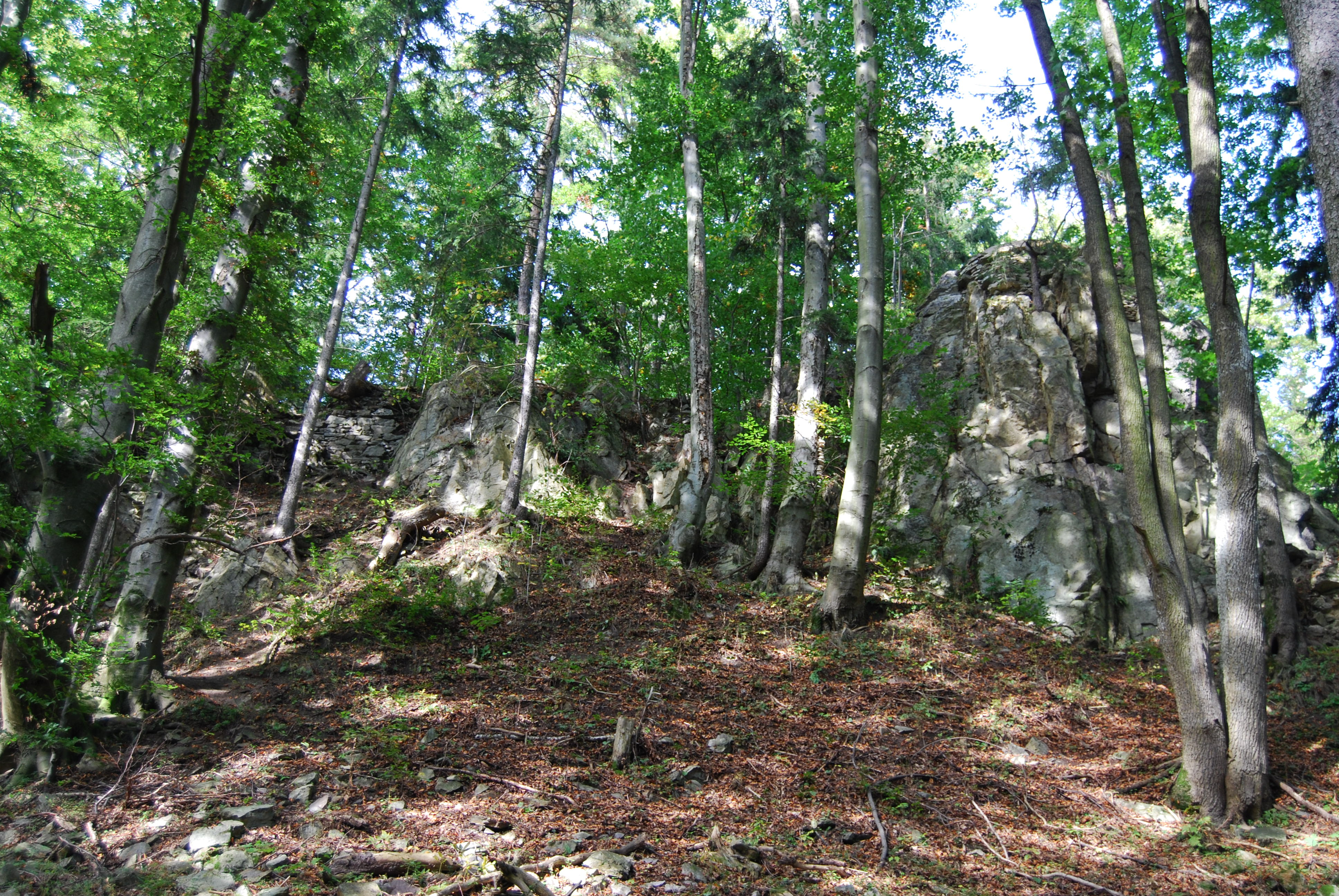
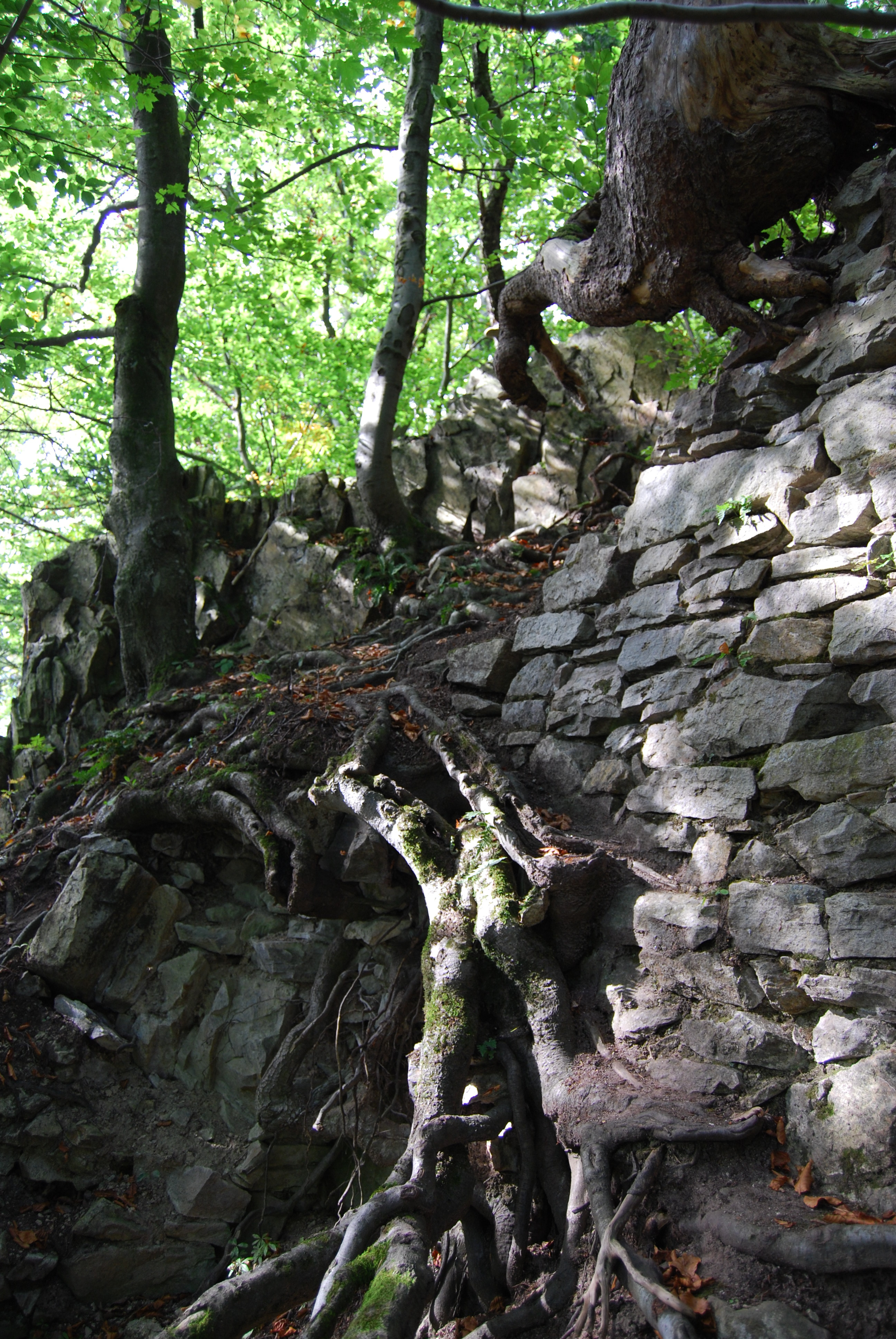
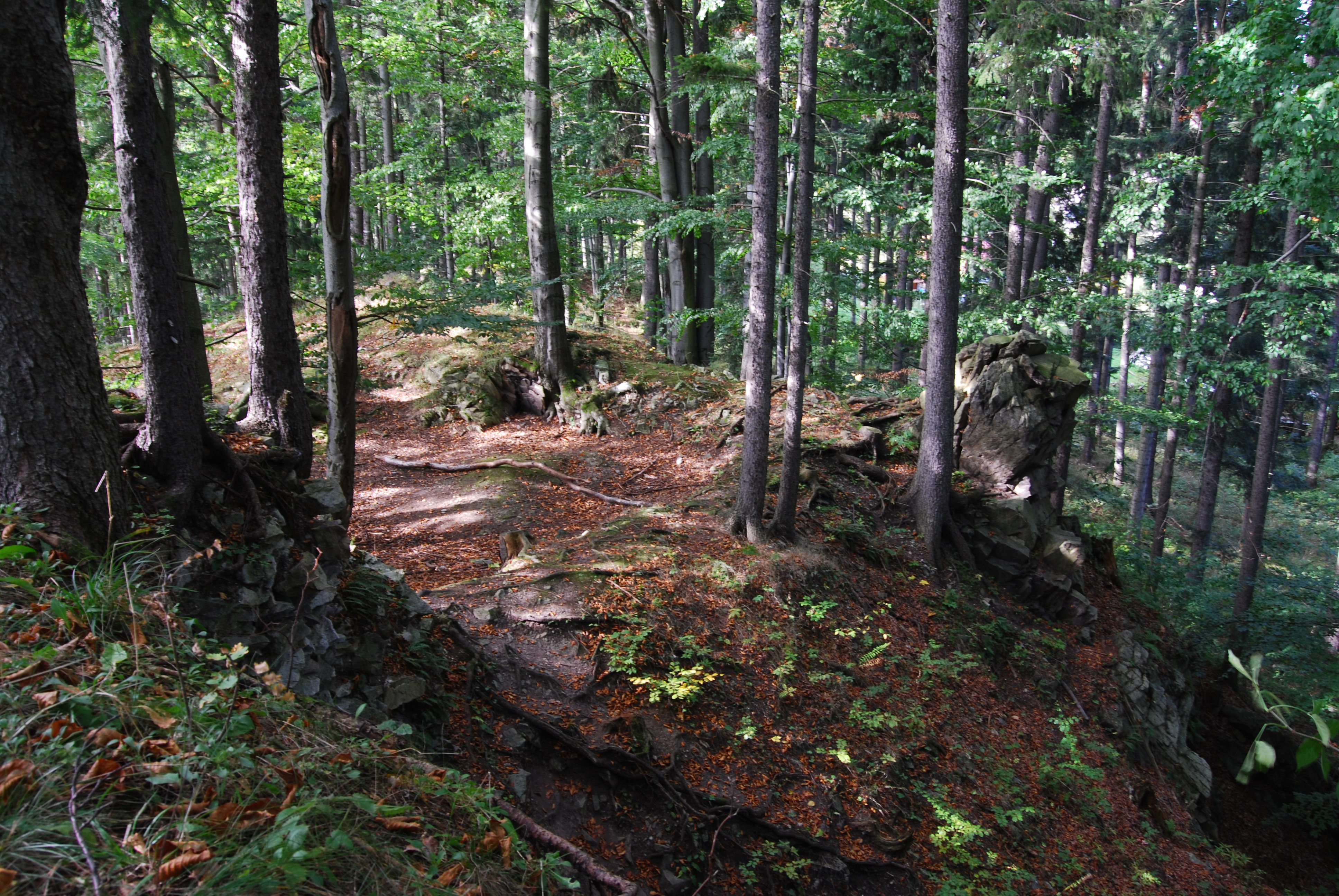
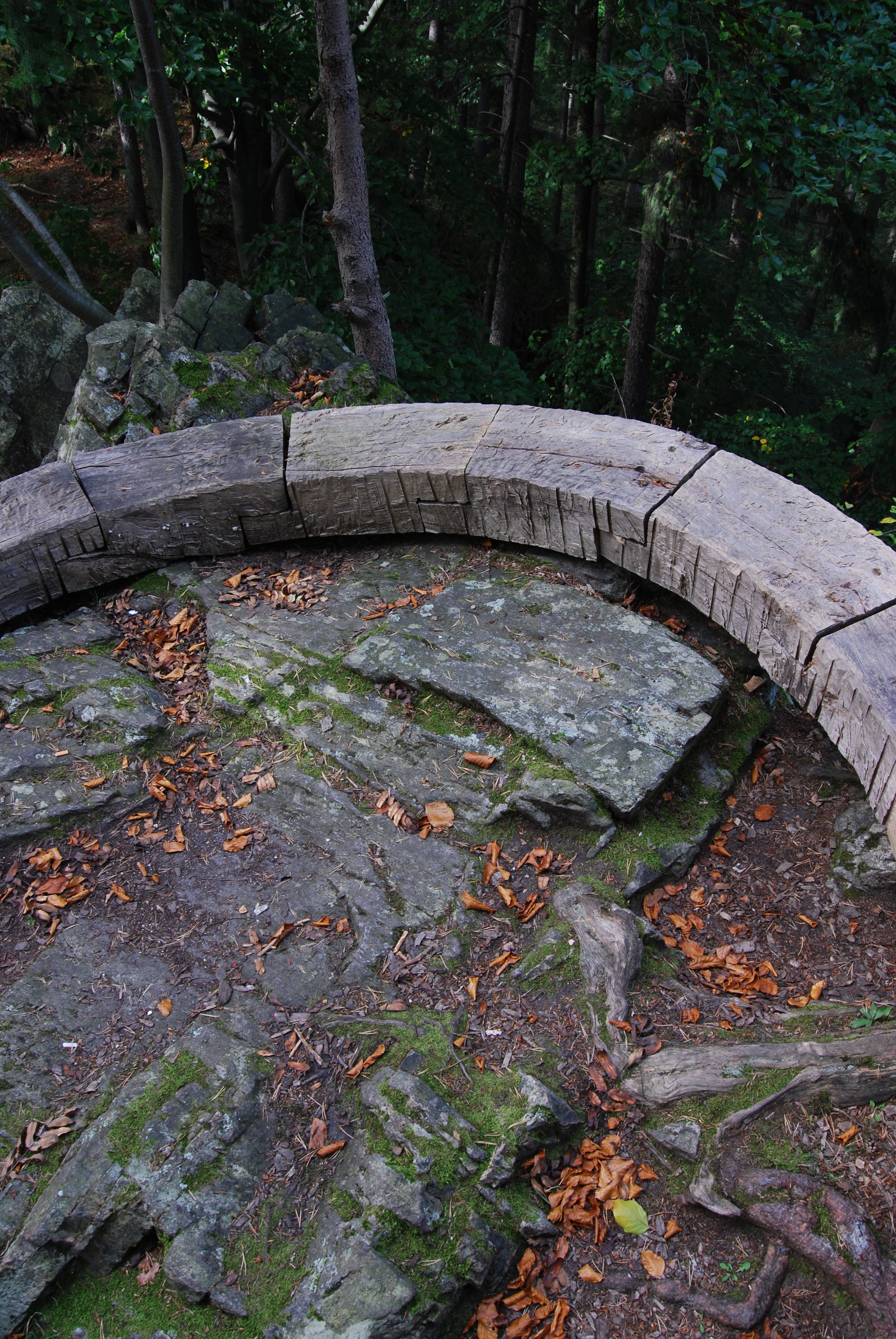